# Dwurzędność rzęs
Dwurzędność rzęs (łac. distichiasis; ang. distichiasis, distichia) – wada rozwojowa, polegająca na obecności dodatkowego rzędu rzęs przy wewnętrznej krawędzi wolnego brzegu powieki. Włosy te są często bardzo delikatne i wada jest bezobjawowa. W przypadkach, gdy nieprawidłowo rosnące rzęsy ocierają twardówkę, konieczna bywa interwencja chirurgiczna.